# Pristimantis nigrogriseus
Espèce
Synonymes
- Pseudohyla nigrogrisea Andersson, 1945
- Eleutherodactylus nigrogriseus (Andersson, 1945)

Statut de conservation UICN

 VU B1ab(iii) : Vulnérable
Pristimantis nigrogriseus est une espèce d'amphibiens de la famille des Craugastoridae.

## Répartition
Cette espèce est endémique d'Équateur. Elle se rencontre entre 1 150 et 2 835 m d'altitude sur le versant amazonien de la cordillère Orientale.

## Publication originale
- Andersson, 1945 : Batrachians from East Ecuador, collected 1937, 1938 by Wm. Clarke-Macintyre and Rolf Blomberg. Arkiv for Zoologi, vol. 37, p. 1-88.